# Ekkehard Fasser
Ekkehard Fasser, född 3 september 1952 i Glarus i kantonen Glarus, död 9 april 2021, var en schweizisk bobåkare.
Fasser blev olympisk guldmedaljör i fyrmansbob vid vinterspelen 1988 i Calgary.